# Bratislavské předhůří
Bratislavské předhůří je geomorfologická část Devínských Karpat, v jihozápadním výběžku Malých Karpat.  Průměrná výška horského pásma je 250 metrů nad mořem.

## Polohopis
Zabírá největší, centrální část Devínských Karpat v západní části města Bratislavy. Zatímco západní část je víceméně zalesněná, na severním okraji a téměř v celé východní části je hustá zástavba. Na severu sem okrajově zasahuje městská část Dúbravka, na jihu leží Karlova Ves a východní část zasahuje do Starého Města.
Jihozápadním směrem pokračují Devínské Karpaty Devínskou bránou, severozápadně vystupuje Devínska Kobyla a severovýchodní okraj lemuje Lamačská brána. Na východě krátkým úsekem sousedé Homoľské Karpaty, patřící podcelku Pezinské Karpaty a jihovýchodním směrem se krajina vyrovnává do Podunajské roviny. 

## Vrcholy
- Bratislavský hradní vrch - stojí zde Bratislavský hrad
- Somársky vrch
  - Napoleonův vršek - boční vrchol Somárského vrchu
- Bôrik - nachází se zde chráněný areál Bôrik
- Slavín - nachází se zde vojenský památník Slavín
- Murmannova výšina
- Kalvárie
- Holý vrch/Machnáč

## Chráněná území
Západní část patří do Chráněné krajinné oblasti Malé Karpaty a z maloplošných chráněných území se zde nachází přírodní rezervace Fialková dolina, přírodní památka Devínska lesostep a chráněný areál Borový lesík, Bôrik, Lesní díly, Horský park a Zeleň při vodárni. 

## Turismus
Poloha na okraji Bratislavy a možnosti na nenáročné procházky předurčují tuto část města na odpočinkovou zónu. Značených stezek je jen několik, ale parkový charakter území v centrální části poskytuje vhodné podmínky pro procházky. Atraktivní jsou však zejména snadno dostupná místa jako je Bratislavský hrad, Slavín, ZOO či Botanická zahrada . Územím vede z hradu Devín přes Slavín na vrch Kamzík  červeně značená Cesta hrdinů SNP, v níž trase vede i Štefánikova magistrála . 